# Yllenus horvathi
Yllenus horvathi es una especie de araña saltarina del género Yllenus, familia Salticidae. Fue descrita científicamente por Chyzer en 1891.
Habita en Hungría, Bulgaria, Rumanía y Ucrania.